# Emory Cohen
Emory Isaac Cohen (Manhattan vagy New York, 1990. március 13. –) amerikai színész.
Játékfilmes debütálása az Afterschool (2008) című filmben volt.

## Fiatalkora
Cohen Manhattanben született, Donna (született Ackerman) óvodavezető és Noel Cohen zenetanár egyetlen gyermekeként. Zsidó, negyedik generációs New York-i, akinek felmenői Oroszországból vándoroltak ki. Cohen Mr. Peachum szerepében debütált a Koldusopera iskolai előadásában a Robert F. Wagner Jr. Scondary School for Arts and Technology-ban, Alma Whitney és Oskar Sarasky rendezésében. 2008-ban érettségizett az Elisabeth Irwin Gimnáziumban, majd teljes ösztöndíjat kapott, hogy színészetet tanulhasson a philadelphiai University of Artson. Két évig az UArts-en tanult, majd abbahagyta, hogy New Yorkban színészetet tanuljon.

## Filmográfia

### Film
| Év   | Magyar cím           | Eredeti cím                | Szerep                   | Magyar hang   |
| ---- | -------------------- | -------------------------- | ------------------------ | ------------- |
| 2008 |                      | Afterschool                | Trevor                   |               |
| 2008 |                      | New York, I Love You       | báli fiú                 |               |
| 2008 |                      | Tess and Nana (rövidfilm)  | Juiceman                 |               |
| 2009 |                      | The Hungry Ghosts          | Matthew                  |               |
| 2012 |                      | Four                       | June                     |               |
| 2012 | Túl a fenyvesen      | The Place Beyond the Pines | Avery "AJ" Cross Jr.     | Berkes Bence  |
| 2012 |                      | Nor'easter                 | Danny Strout             |               |
| 2013 | Hamarosan karácsony  | All Is Bright              | Lou                      | Kántor Zoltán |
| 2013 |                      | Beneath the Harvest Sky    | Casper                   |               |
| 2014 | Hazárdjáték          | The Gambler                | Dexter                   | Hamvas Dániel |
| 2015 | Brooklyn             | Brooklyn                   | Anthony "Tony" Fiorello  | Orosz Ákos    |
| 2015 | Ifjú bűnök           | Stealing Cars              | Billy Wyatt              | Jéger Zsombor |
| 2016 | Gyilkos kitérő       | Detour                     | Johnny Ray               | Szabó Máté    |
| 2016 |                      | Vincent N Roxxy            | JC                       |               |
| 2016 | A párbaj             | The Duel                   | Isaac Brant              | Hamvas Dániel |
| 2017 | Forró nyári éjszakák | Hot Summer Nights          | Dex                      | Orosz Ákos    |
| 2017 |                      | War Machine                | Willy Dunne              |               |
| 2017 | A góré               | Shot Caller                | Howie                    | Hamvas Dániel |
| 2018 | A sötétség gyermekei | Lords of Chaos             | Kristian "Varg" Vikernes | Ember Márk    |
| 2019 |                      | The Wolf Hour              | Billy                    |               |
| 2019 |                      | Sweetheart                 | Lucas Griffin            |               |
| 2019 | Killerman            | Killerman                  | Bobby “Skunk” Santos     | Berkes Bence  |
| 2020 |                      | Flashback                  | Sebastian                |               |
| 2021 |                      | The Birthday Cake          | Leo                      |               |
| 2021 |                      | Blue Bayou                 | Denny                    |               |
| 2022 |                      | Big Gold Brick             | Samuel Liston            |               |
| 2023 |                      | American Outlaws           | Dylan Dougherty          |               |
| 2023 | Motorosok            | The Bikeriders             | Csótány                  | Király Dániel |
| 2024 | Rebel Ridge          | Rebel Ridge                | Steve Lann rendőrtiszt   | Papp Dániel   |

### Televízió
| Év        | Magyar cím           | Eredeti cím       | Szerep        | Megjegyzés                           |
| --------- | -------------------- | ----------------- | ------------- | ------------------------------------ |
| 2012–2013 | Kasszasiker          | Smash             | Leo Houston   | 15 epizód                            |
| 2016–2019 |                      | The OA            | Homer Roberts | 13 epizód                            |
| 2019      | A legharsányabb hang | The Loudest Voice | Joe Lindsley  | 3 epizód                             |
| 2023      | A floridai férfi     | Florida Man       | Moss Yankov   | 7 epizód magyar hangja Hamvas Dániel |

## Fordítás
- Ez a szócikk részben vagy egészben  az   Emory Cohen című angol Wikipédia-szócikk fordításán alapul.  Az eredeti cikk szerkesztőit annak laptörténete sorolja fel. Ez a jelzés csupán a megfogalmazás eredetét és a szerzői jogokat jelzi, nem szolgál a cikkben szereplő információk forrásmegjelöléseként.